# Upton (Vale of White Horse)
 (octobre 2023).
Pour les articles homonymes, voir Upton (homonymie).
Upton est une paroisse civile et un village de l'Oxfordshire, en Angleterre.